# 김명기 (정치인)
김명기(金明起, 1952년 2월 5일~)는 대한민국의 정치인이다. 제46대 횡성군수이다.

## 학력
- 우천국민학교 (졸업/29회)
- 우천중학교 (졸업/13회)
- 횡성고등학교 (졸업/17·20회)
- 한국방송통신대학교 (경영학 / 학사)
- 강원대학교 경영행정대학원 (경영학 / 석사)
- 강원대학교 대학원 (경제학 / 박사)

## 경력
- 농협중앙회 건물건설단장
- 농협중앙회 총무부장
- 2007.01 ~ 2008.12: 농협중앙회 강원지역본부장
- 2008.12 ~ 2010.12: 농협중앙회 축산담당상무
- 2011.02 ~ 2013.02: 농협정보시스템 대표이사
- 강원대학교 농업자원경제학과 겸임교수
- 국민의힘 횡성군 당원협의회 부위원장
- 2022.07 ~ : 제46대 민선 8기 강원도 횡성군수(초선)
- 강원연구원 당연직이사

## 전과
- 도로교통법위반: 벌금 1,000,000원 - 1995년 10월 23일 선고[1]
- 도로교통법위반(음주운전): 벌금 4,000,000원 - 2017년 7월 14일 선고[1]

## 역대 선거 결과
|  | 30.83% |

|  | 12.03% |

|  | 50.35% |